# Кульчинецька волость
Кульчинецька волость — історична адміністративно-територіальна одиниця Старокостянтинівського повіту Волинської губернії з центром у містечку Кульчини.
Станом на 1886 рік складалася з 7 поселень, 7 сільських громад. Населення — 5242 особи (2610 чоловічої статі та 2632 — жіночої), 653 дворових господарств.
|                     | Площа, десятин | У тому числі орної, дес. |
| ------------------- | -------------- | ------------------------ |
| Сільських громад    | 4567           | 4360                     |
| Приватної власності | 5250           | 3580                     |
| Іншої власності     | 237            | 169                      |
| Загалом             | 10054          | 8109                     |

Поселення волості:
- Кульчини — колишнє державне та власницьке містечко при річці Понора за 22 версти від повітового міста, 810 осіб, 169 дворів, православна церква, костел, синагога, 9 єврейських молитовних будинки, 9 постоялих дворів, шинок, 7 постоялих будинків, 33 лавки, цегельний, поташний і пивоварний заводи, 12 ярмарків на рік.
- Грицики — колишнє власницьке село при річці Понора, 321 особа, 53 двори, православна церква й постоялий будинок.
- Заставки — колишнє власницьке село при джерелах, 227 осіб, 37 дворів, каплиця, постоялий будинок.
- Кульчинки — колишнє власницьке село, 714 осіб, 107 дворів, православна церква, постоялий будинок і 2 вітряних млини.
- Манівці — колишнє власницьке село при річці Понора, 742 особи, 130 дворів, православна церква, 2 постоялих будинки.
- Печеське — колишнє власницьке село при річці Понора, 545 осіб, 94 двори, православна церква, постоялий будинок, водяний і вітряний млини.
- Цеценівка — колишнє власницьке село при річці Случ, 407 осіб, 60 дворів, православна церква, постоялий будинок і 2 водяних млини.

У 1900-1913 роках складалася з 2 містечок та 9 поселень, 11 сільських громад. 
Станом на 1900 населення зросло до 11 679 осіб, 1718 дворових господарств, волосним старшиною був Іван Кушнірук.
Станом на 1913 населення зросло до 16 819 осіб, 2118 дворових господарств, волосним старшиною був І. Паращук.